# 如珠如寶
《如珠如寶》（英語：A Lifetime Treasure）是一部2019年上映的香港電影，由林敏驄自編、自導、自演，由張繼聰、王菀之及林盛斌領銜主演，並由洪金寶、林敏驄、恬妞、吳耀漢、梁小龍、林雪、泰迪羅賓聯合主演。電影在2019年2月2日於香港上映。

## 故事
三十年前一宗金豬失竊未破案，本來是華探長中最好打的肥蟹（洪金寳飾）因太肥胖被革職，兼患上輕度腦退化，被從戰場上回流的無分國界醫生阮祿昌（院長，林敏驄飾）連同其它撿回來的老人（吳耀漢、梁小龍、泰迪羅賓、恬妞）一起收留安置在祖傳的安憩老人院（英語：Rest In Peace）中，並由院長昔日看護助手清清（王菀之飾）悉心照顧，安享晩年。 院長小學同學、雨雲集團創辦人洪雨雲（林雪飾）現今已是成功商人，因小時曾被院長欺負懷恨在心，誓要奪取院長的老人院，令院長一無所有，派出小職員阿俊（張繼聰飾）、阿樂（林盛斌飾）前往混入搗亂。眾老人各身懷絶技，亦非泛泛之輩，誓要保住老人院這個家，以報答院長救命之恩。

## 演員
| 演員     | 角色            | 暱稱／關係                                                                                 |
| 張繼聰   | 方思俊          | 安老院的新職員1                                                                            |
| 林盛斌   | 戴寧樂          | 安老院的新職員2，暗戀清清                                                                  |
| 林敏驄   | 阮祿昌          | 安老院院長，無分國界的好醫生                                                               |
| 王菀之   | 清清            | 安老院的唯一看護，行政秘書                                                                 |
| 吳耀漢   | 梁子彥 (梁伯)   | Richard，安老院的住客1，年青時是一位游泳健兒，他有一位海泳後失蹤的兒子，最後因末期肺癌病逝 |
| 洪金寶   | 李燦榮 (肥蟹叔) | 前華探長 安老院之住客2                                                                     |
| 泰迪羅賓 | 周大彬          | 彬周叔（英語：Ben Chow） 安老院的住客3                                                             |
| 恬妞     | 惠珍            | 安老院的住客4                                                                              |
| 梁小龍   | 龍叔            | 安老院的住客5                                                                              |
| 林雪     | 洪雨雲          | 安老院的敵人                                                                               |
| 鄒文正   | 宋瑞輝          | 安老院的朋友，青青心儀對象                                                                 |
| 邵音音   | 音導            | 電影喪屍浴袍團的導演                                                                       |
| 灰熊     |                 | 電影喪屍浴袍團男主角                                                                       |
| 莊思敏   | 傍友            |                                                                                            |
| 溫達偉   | 老闆            |                                                                                            |
| 莊端兒   | 波波姐          | 電影喪屍浴團的女主角，有泳衣浴缸戲                                                         |
| 吳嘉龍   | 律師            |                                                                                            |
| 沈震軒   | 律師            |                                                                                            |
| 吳成達   | 洪雨雲之手下    |                                                                                            |
| 蕭進     | 洪雨雲之手下    |                                                                                            |
| 李靜儀   | 執達吏          |                                                                                            |
| 盧慧敏   | 執達吏          |                                                                                            |
| 杜宇航   | 執達吏          |                                                                                            |
| 李振邦   | 執達吏          |                                                                                            |
| 顧定軒   | 警察            |                                                                                            |
| 張啟樂   | 警察            |                                                                                            |
| 劉芷希   | 洪雨雲之秘書    | “獨眼龍”秘書                                                                               |
| 黃灝峰   | 副導演          |                                                                                            |
| 黃堯     | 方思俊女友      |                                                                                            |
| 潘恆生   | 梁伯主診醫生    |                                                                                            |
| 勞浩羽   | 梁伯兒子        |                                                                                            |

## 場景
- 已經結業位於新界西貢井欄樹的和發興酒醋廠 ，改裝成劇情中的安憩老人院。

## 主題曲
《花花草草》
- 作詞：林敏驄
- 作曲：王菀之
- 編曲：王菀之
- 監製：王菀之

## 同期賀歲片
- 廉政風雲 煙幕
- 新喜劇之王
- 恭喜八婆
- 你咪理，我愛你！

## 外部連結
- 香港影庫上《如珠如寶》的資料（繁體中文）
- 豆瓣电影上《如珠如寶》的資料 （简体中文）
- 时光网上《如珠如寶》的資料（简体中文）
- 如珠如寶的Facebook專頁
- 如珠如寶的Instagram帳戶
- 互联网电影数据库（IMDb）上《如珠如寶》的资料（英文）